# Українська національно-демократична партія
Українська національно-демократична партія (УНДП) — заснована в грудні 1899 року у Львові з колишніх членів Української радикальної партії.

## Історія
Заснована з ініціативи Івана Франка, Михайла Грушевського, Володимира Охримовича, В'ячеслава Будзиновського, Євгена Левицького, Теофіла Окуневського, Теодора Савойки.
Керівне «ядро» УНДП — «Народний комітет».
Програма партії містила вимоги: демократизації політичного життя в Австро-Угорщині з використанням легальних парламентських засобів; рівноправ'я українського і польського населення в Галичині; створення українського Коронного краю; запровадження прогресивного податку, захист інтересів селян (викуп великих земельних володінь і наділення селян землею).
Окрім того, у своїй програмі партія ставила завдання здобуття культурної, економічної та політичної самостійності українського народу, підтримки українського руху в Російській імперії, пробудження національної свідомості в українців Закарпаття, утворення з руської частини Галичини і Буковини однієї національної провінції з власною адміністрацією і сеймом.
Вищий орган партії — Народний комітет, який очолював Юліан Романчук.
Органом партії був тижневик «Свобода», на її політичній платформі стояли «Діло» та «Буковина».
На виборах до Рейхсрату в 1901 р. здобули 1 мандат посла (депутата), в 1907 р. — 20, а на останніх виборах 1911 р. — 23 мандати.
Домінувала в національному житті Галичини й Буковини, вела успішну боротьбу з москвофільством, відіграла важливу роль у створенні ЗУНР.
На партійному з'їзді 28 березня 1919 року в Станиславові перейменована на Українську трудову партію.
1925 року увійшла до Українського національного демократичного об'єднання (УНДО).